# حرب المتصفحات

صورة تظهر أشهر المتصفحات إستخدامًا حتى سنة 2009

حرب المتصفحات مصطلح يشير إلى المنافسة من أجل السيطرة على سوق متصفحات الوب. ويستخدم هذا المصطلح للدلالة على فترتين زمنيتين منفصلتين. الأولى في أواخر التسعينيات وكانت فيها التنافس بين نتسكيب نافيجاتور وإنترنت إكسبلورر، وانتهت هذه المنافسة بهزيمة الأول. أما الفترة الثانية تبدأ من العام 2003 إلى الآن والتنافس فيها يدور بين إنترنت إكسبلورر المسيطر ومتصفحات أخرى صاعدة مثل: موزيلا فايرفوكس، سفاري، أوبرا، ومنذ منتصف 2008، حيث ظهر متصفح جوجل كروم.

## وصلات خارجية
- دويتشه فيله، حرب المتصفحات تشتعل من جديد